# Georg Thome
Georg Thome (* im 19. Jahrhundert; † 17. September 1881 in Hommertshausen im Landkreis Marburg-Biedenkopf) war ein deutscher Bürgermeister und Mitglied des Provinziallandtages der Provinz Hessen-Nassau.

## Leben
Georg Thome war politisch engagiert und von 1869 an als Bürgermeister in seiner Heimatgemeinde Hommertshausen tätig. In dieser Funktion erhielt er 1872 ein Mandat für den Kreistag des Kreises Biedenkopf, das er bis 1881, seinem Sterbejahr, ausgeübt hat. 
1879 wurde er für den Abgeordneten Wilhelm Winter Mitglied des Provinziallandtages der preußischen Provinz Hessen-Nassau bzw. des Nassauischen Kommunallandtags. In beiden Parlamenten war er bis zu seinem Tode vertreten.